# D. Lazzaroni & C.
La D. Lazzaroni & C. S.p.A. è un'azienda dolciaria italiana che produce biscotti da forno (da pasticceria e da colazione). Fondata a Saronno nel 1888 con il nome originale di Stabilimento anglo-italiano D. Lazzaroni & C. Saronno, ha ereditato la tradizione imprenditoriale intrapresa da Carlo Lazzaroni alla fine del XVIII secolo.
Lazzaroni è una ditta storica dell'industria dolciaria italiana, produttrice, fra l'altro, degli Amaretti di Saronno (gli unici che possono portare questa denominazione, essendo un marchio registrato).

## Storia
La famiglia Lazzaroni, nata a Teglio in Valtellina, si trasferisce a Saronno alla fine del XVIII secolo con Carlo Lazzaroni (1774-1835), che inizia la produzione artigianale dei pasticcini Amaretti di Saronno, portata avanti da due dei suoi figli, Paolo e Davide. Paolo Lazzaroni, a metà Ottocento, si trasferisce a Monza, dove avvia la produzione di mostarda e liquori, fondando nel 1869, insieme ai figli, la Paolo Lazzaroni & Figli. È invece Davide Lazzaroni a sviluppare la produzione degli amaretti e dei biscotti, ubicando l'attività a Saronno in fondo alla Via Carcano, di fronte alla Chiesa di San Francesco in Piazza Libertà (allora si chiamava Piazza Venezia ed era servita da tram a cavallo).
Nel 1888 i tre figli di Davide, Giacinto, Piero ed Ernesto, con l'aiuto del banchiere Tito Torri fondano la società in accomandita semplice "Stabilimento anglo-italiano D. Lazzaroni & C. Saronno", con stabilimento nei pressi della stazione ferroviaria di Saronno. In seguito entra in società anche il nipote di Davide, figlio di Paolo, Luigi Lazzaroni.

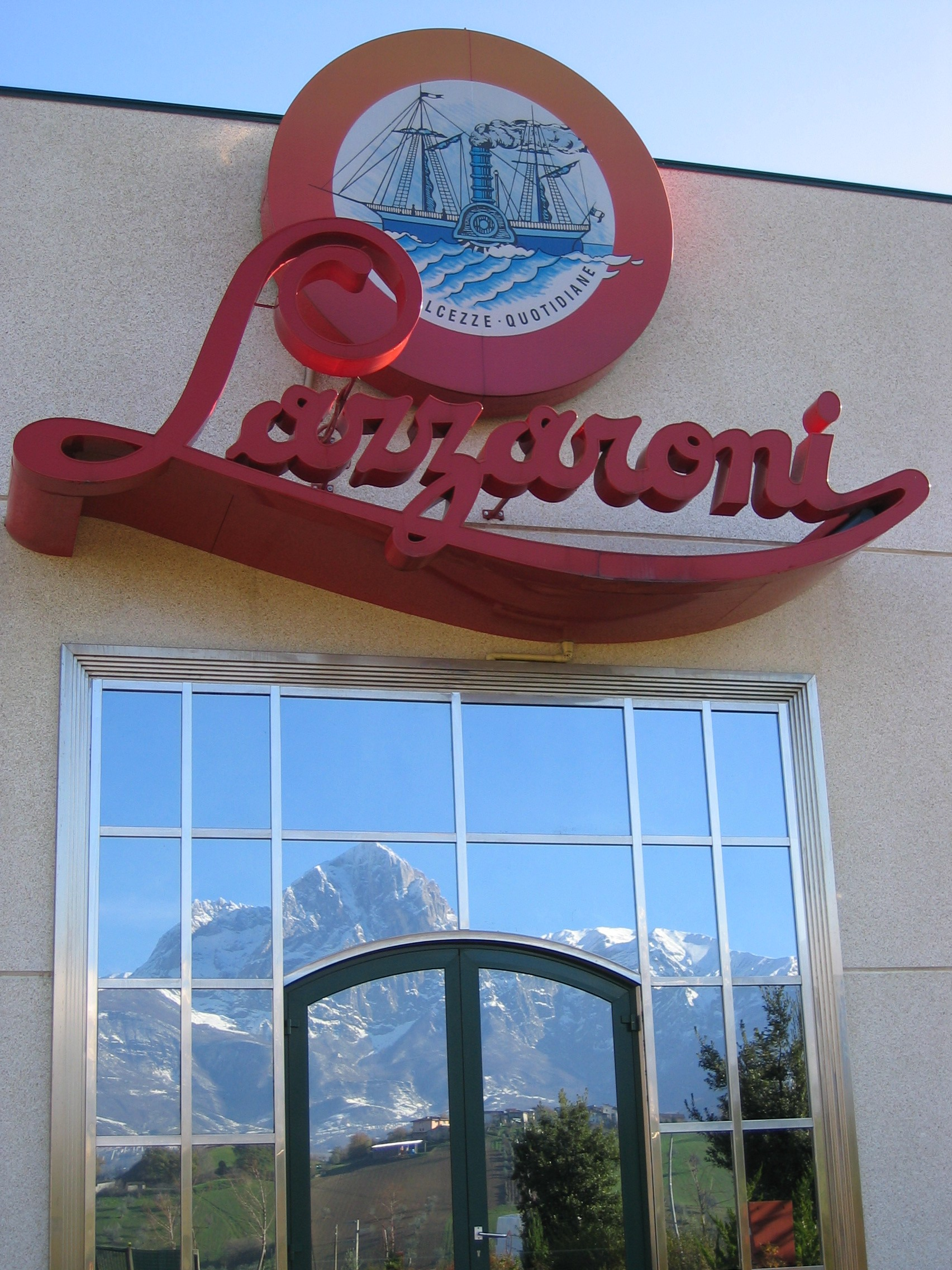
Lo stabilimento di Isola del Gran-Sasso (Te), inaugurato nel 2004

Negli anni successivi l'azienda decolla, con la produzione di 350 diversi biscotti, esportati in tutto il mondo: la vocazione di azienda esportatrice era già dagli inizi rappresentata dal marchio, posto su ogni confezione, raffigurante un bastimento a vapore, probabilmente la Conte Menabrea della Compagnia Rubattino. Già dai primi anni la produzione Lazzaroni si distingue per la qualità dei suoi prodotti, attestata da numerosi riconoscimenti ottenuti nel corso degli anni. Compaiono già allora biscotti come Oswego, Nutritivo, Croccale e Germovita. Negli anni settanta del XX secolo l'azienda inaugura a Saronno, non lontano dallo stabilimento dove lavorano circa 1.200 dipendenti, lo storico punto vendita a forma di pagoda "Lazza Grill", conosciuto anche come la "Rotonda di Saronno" (dal 1998 in affitto ad Autogrill).
La rilevanza internazionale del marchio attira l'attenzione della multinazionale statunitense Campbell, che nel 1984 rileva l'azienda dalla famiglia Lazzaroni per attuare un ambizioso progetto di internazionalizzazione del marchio. I progetti della Campbell non portano a buoni risultati e così, nel 1991, grazie all'esercizio di un diritto di prelazione da parte del parente Luigi Lazzaroni, l'azienda familiare di salumi Citterio riporta in Italia la proprietà dell'azienda.
Gli anni novanta e l'inizio degli anni duemila vedono vicende alterne dell'azienda, dalle difficoltà finanziarie allo spostamento della produzione, avvenuto nel 2004, nello stabilimento di Isola del Gran Sasso. Infine, nel 2008, avviene l'acquisizione da parte del Gruppo Ragosta con l'obiettivo di rilanciare l'azienda. Nello stesso periodo l'azienda è attiva sul fronte legale per contrastare la diffusione di amaretti di Saronno contraffatti.
Questa iniziativa non andrà a buon fine e nel 2011 l'azienda viene sequestrata dalle autorità giudiziarie. La vicenda si concluderà positivamente quando, nel 2013, il Gruppo Casalini rileverà il marchio e lo stabilimento.
Negli anni duemila, la D. Lazzaroni & C. ha avviato una lunga battaglia legale contro la Paolo Lazzaroni & Figli, partita nel 2004, quando quest'ultima ha iniziato anch'essa a produrre - proprio a Saronno - degli amaretti. La vicenda ha visto a un certo punto, nel 2009, anche il temporaneo sequestro dei prodotti della Paolo Lazzaroni & Figli, ma si è conclusa nel 2013 con l'assoluzione.

## Prodotti

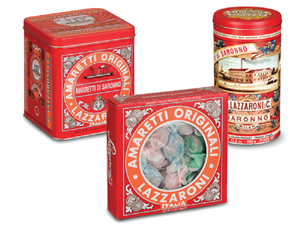
Amaretti di Saronno
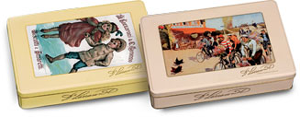
Scatole vintage di latta litografata
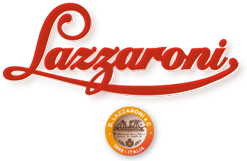
Unico originale logo dei prodotti LAZZARONI

Lazzaroni affianca ai tradizionali prodotti di pasticceria assortita e agli Amaretti di Saronno, venduti nelle caratteristiche scatole di latta litografate, un'offerta di biscotti secchi e frollini per la prima colazione e di piccola pasticceria. Nel 2010 la Lazzaroni ha avviato la produzione di biscotti senza glutine.

## Riferimenti culturali
Riferimenti alle scatole di biscotti Lazzaroni sono presenti in varie testimonianze della letteratura italiana, come, ad esempio, nei romanzi d'esordio di Rosetta Loy (La bicicletta, 1974) e di Margaret Mazzantini (Il catino di zinco, del 1994). Nel romanzo La caccia al tesoro, di Andrea Camilleri, pubblicato nel 2010, il Commissario Montalbano riceve un pacco anonimo contenente una scatola di latta Lazzaroni fregiata della scritta "Fornitori della Real Casa", ambito riconoscimento che nell'Italia monarchica veniva conferito ai produttori che avevano ottenuto l'esclusiva di fornitori della corte di Casa Savoia.
Sempre nel 2010, una latta rossa di Amaretti di Saronno appare in una scena del film fantasy Harry Potter e i Doni della Morte - Parte 1.
La latta rossa degli Amaretti di Saronno è esposta negli scaffali di Edna's Edibles ("Le delizie di Edna"), negozio di specialità alimentari in cui sono ambientate le stagioni 5 e 6 del telefilm americano The Facts of Life (in italiano L'albero delle mele).
Gli Amaretti di Saronno sono citati nel libro di Giuseppe Vigoni "Abissinia", documento del suo viaggio intrapreso nel 1879.